# Crassignatha bicorniventris
Espèce
Synonymes
- Patu bicorniventris Lin & Li, 2009

Crassignatha bicorniventris est une espèce d'araignées aranéomorphes de la famille des Symphytognathidae.

## Distribution
Cette espèce est endémique de Hainan en Chine. Elle se rencontre dans le xian de Changjiang et à Dongfang.

## Description
La femelle holotype mesure 0,90 mm.
La femelle décrite par Li, Lin et Li en 2020 mesure 0,80 mm.

## Systématique et taxinomie
Cette espèce a été décrite sous le protonyme Patu bicorniventris par Lin et Li en 2009. Elle est placée dans le genre Crassignatha par Li, Lin et Li en 2020.

## Publication originale
- Lin & Li, 2009 : « First described Patu spiders (Araneae, Symphytognathidae) from Asia. » Zootaxa, no 2154, p. 47-68.